# Odznaki jednostek piechoty Wojska Polskiego
Odznaki jednostek piechoty Wojska Polskiego – opis odznak pułkowych piechoty Wojska Polskiego.

## Odznaki pułków piechoty II RP
| Grafika | Opis odznaki |
| ------- | --- |
|         | 1 Pułk Piechoty Legionów Odznaka o wymiarach 32x32 mm była wykonana ze srebra, tombaku srebrzonego lub stali oksydowanej. Na jej odwrocie był widoczny kolejny numer. Na czterech tarczach symbolizujących topory widnieją cyfry pułkowe. Na środku odznaki znajduje się miniaturka odznaki 1 Brygady Legionów Polskich „Za wierną służbę” z 1916 roku dla podkreślenia związku ideowego pułku z tą brygadą. Od miniaturki odznaki odchodzą cztery wici – strzały inspirowane znakami z pieczęci Zbrosława, kanonika wrocławskiego z 1276 roku. Na ramionach krzyża widnieją litery: na poziomych – inicjały Józefa Piłsudskiego – „J” i „P”; na pionowych cyfra brygady – „1” i „Br”. |
|         | 2 Pułk Piechoty Legionów - 1 wzór zatwierdzony Rozkazem Naczelnego Wodza Nr 40 z dnia 5 maja 1920 roku: Medalion II Brygady za udział w walkach 1914-1916: Odznaka ma kształt owalu, w który wpisany jest krzyż. Na ramionach krzyża wpisano numer i inicjały II BLP, między ramionami zaś data i rok 30 IX 1914 1916. Pośrodku medalionu na małej owalnej tarczy znajduje się wizerunek orła typu napoleońskiego. Jednoczęściowa – wykonana w tombaku srebrzonym, noszona na zapince. Wymiary: 47 × 32 mm. - 2 wzór zatwierdzony w Dzienniku Rozkazów Ministerstwa Spraw Wojskowych Nr 49 pod pozycją 872 z dnia 14 grudnia 1921 roku: Za Wolność 1914-1918; Odznaka ma kształt palowego krzyża ze stylizowanym orłem pośrodku. Orzeł ma wydłużony korpus i uniesione skrzydła. Przestrzeń pomiędzy ramionami krzyża jest wypełniona małymi ażurowymi wycięciami i napisem „ZA WOLNOŚĆ 1914 – 1948”. Na jego ramionach wypisano numer i inicjały 2 PP L. Jednoczęściowa wykonana w tombaku. Wymiary 50 × 50 mm, Wykonanie: Jan Knedler – Warszawa. - 3 wzór zatwierdzony w Dzienniku Rozkazów Ministerstwa Spraw Wojskowych Nr 1 pod pozycją 2 z dnia 9 stycznia 1931 roku: Odznaka 2 pułku piechoty Legionów. Odznaka ma kształt krzyża pokrytego granatową emalią z żółtą obwódką. Na ramionach krzyża wpisano inicjały PP LEG, w centrum nałożony wizerunek odznaki 2 Brygady Legionów Polskich z cyfrą 2. Między ramionami krzyża znajdują się srebrne promienie. Jednoczęściowa – oficerska, wykonana w srebrze, emaliowana. Na rewersie próba srebra, imiennik grawera WG i numer. Wymiary: 40 × 32 mm. Projekt: Arkadiusz Lipowski, Wykonanie: Wiktor Gontarczyk – Warszawa. |
|         | 3 Pułk Piechoty Legionów W czasie istnienia pułku używano kilku rodzajów odznak. Początkowo nie istniała odznaka wyróżniająca tylko żołnierzy pułku, używano odznaki II Brygady Legionów Polskich. Uczestnicy bitwy pod Kaniowem nosili Krzyż Kaniowski. W 1916 roku ustanowiono Krzyż Honorowy 3 pułku Legionów Polskich, nadawany do 1917 roku. Krzyż ten zatwierdzono jako odznakę pułkową pod koniec 1921 roku i oficjalnie używano do 1928 roku, do czasu wejścia do użytku nowej odznaki pamiątkowej. Wzór tej odznaki wraz z regulaminem normował Dziennik Rozkazów MSWojsk. Nr 26, poz. 295 z 1928 roku. Wykonana była w formie krzyża kawalerskiego, połączonego ażurowymi poprzeczkami, na którą centralnie nałożono Gwiazdę Honorową – odznakę pułku z II Brygady Legionów. Była to ośmiopromienna gwiazda, w środku której znajdowała się cyfra pułkowa 3 z wieńcem wokoło (występowały również wersje ze złotą nakładką cyfry 3). Emaliowana była granatowo, zaś sam krzyż, w gwieździe – na żółto. Kolory nawiązywały do barw piechoty. Na ramionach poziomych krzyża – litery P-P (pułk piechoty). Na ramieniu dolnym litera L (Legionów). Na ażurowych poprzeczkach krzyża maltańskiego, które emaliowane były na biało, nazwy pól bitewnych: Mińsk, Kaniów, Mołotków, Borysów. Odznaka emaliowana, przeznaczona dla oficerów, wykonana była jako wieloczęściowa. Wersja nieemaliowana – jednoczęściowa, sporządzana była z tombaku srebrzonego i oksydowanego. |
|         | 4 Pułk Piechoty Legionów Pierwszy wzór odznaki stanowi okrągła tarcza, w którą wpisany jest krzyż z orłem typu jagiellońskiego. Na ramionach krzyża numer pułku 4. Jednoczęściowa – wykonana w tombaku srebrzonym, bita z głęboką kontrą. Wymiary: 40x40 mm. Wykonanie: Stanisław Lipczyński – Warszawa. |
|         | 5 Pułk Piechoty Legionów Pierwszy wzór odznaki zatwierdzony Dz. Rozk. MSWojsk. nr 49, poz. 872 z 13 grudnia 1921 roku. Odznakę stanowi krzyż kawalerski, w centrum którego umieszczono pięciokątną tarczę. Na tarczy wizerunek orła typu zygmuntowskiego z wplecionym numerem 5. Na obrzeżu tarczy emaliowanej w kolorze białym wpisano: ZA DWULETNIĄ SŁUŻBĘ W POLU. Na ramionach krzyża daty 1914 1915 1916 1917. Dwuczęściowa – oficerska, wykonana w srebrze lub w tombaku srebrzonym, częściowo emaliowana, na rewersie numerowana. Wymiary: 41x41 mm; Wykonanie: Jan Knedler – Warszawa. |
|         | 6 Pułk Piechoty Legionów Pierwszy wzór odznaki zatwierdzony Dz. Rozk. MSWojsk. nr 49, poz. 872 z 13 grudnia 1921 roku. Odznaka zwana „Krzyżem Wytrwałości” ma kształt stylizowanego krzyża, na którym widnieje wizerunek orła wzorowanego na jagiellońskim. Na piersi orła i skrzydłach wpisano numer i inicjały 6 PP LP. Przy szyi data powstania pułku 28 VII 1915, na obramowaniach krzyża nazwy pól bitewnych KOSTIUCHNÓWKA, GÓRA POLAKÓW KAMIENIUCHA KUKLE – KOPNE. Dwuczęściowa – wykonana w srebrze lub z alpaki, bez emalii. Wymiary: 4lx36 mm. |
|         | 7 Pułk Piechoty Legionów Zatwierdzona Dz. Rozk. MSWojsk. nr 29, poz 285 z 1928 roku. Odznaka ma ksztah krzyża emaliowanego w kolorze granatowym. Środek wypełnia romb z orłem wojskowym II i III Brygady Legionów Polskich z 1916, w koronie zamkniętej na tle czerwonej emalii. Pola między ramionami krzyża wypełnione są numerem i inicjałami 7 PPL. Wieloczęściowa – wykonana w srebrze lub w tombaku srebrzonym, emaliowana, łączona trzema nitami. Wymiary: 40x40 mm. Wykonanie: Wiktor Gontarczyk – Warszawa. |
|         | 8 Pułk Piechoty Legionów Pułk miał w swojej historii dwie odznaki. Projektantem pierwszej był Czesław Jarnuszkiewicz. Projekt ten powstał w 1921 roku i został zatwierdzony w Dzienniku Rozkazów M.S.Wojsk. – nr 49, poz. 872 z 13 grudnia 1921 roku. Była to odznaka o wymiarach 30x30 mm w kształcie krzyża Ruperta – dwuczęściowa. Ramiona krzyża pokryte były emalią w kolorze granatowym. Na górnym ramieniu krzyża widniała data 1807, przypominająca rok powstania 8 Pułku Piechoty Księstwa Warszawskiego, którego tradycję dziedziczył 8 pp Leg. Na bocznych zaś i na dolnym ramieniu krzyża rozpisane cyfry (1) i (5) oraz data 1918 – przypominające o początkach odrodzenia się pułku w Polskich Siłach Zbrojnych, które miało miejsce 15 maja 1918 roku w Ostrowi Mazowieckiej. W środku odznaki umieszczony był emaliowany na czerwono medalion, na którym nałożony został stylizowany monogram (8 PPL.). Druga wersja odznaki pochodzi z roku 1928 i została zatwierdzona w Dzienniku Rozkazów M.S.Wojsk.- pod nr 23, poz. 260 z dnia 23 sierpnia 1928 roku. Jej wymiary: 40x40 mm. Analogicznie do swojej poprzedniczki, miała formę krzyża Ruperta, a jej kolorystyka, zawarta w 12 promieniach w centralnym medalionie, nawiązywała do barw munduru piechoty (kolor granatowy z żółtymi wyłogami). Pośrodku tego medalionu znajdowała się cyfra 8, oznaczająca numer pułku, a na biało emaliowanych ramionach krzyża rozpisany napis „P.P. Leg” i daty 1807 oraz 1918 – nawiązujące do dat zawiązania 8 Pułku Piechoty Księstwa Warszawskiego oraz do powołania zalążka 8 pp Leg. na terenie Ostrowi Mazowieckiej. Nowa odznaka była wykonywana w dwóch wersjach – dla kadry i szeregowych. Wersja dla szeregowych nie była emaliowana. Odznaki były wykonywane ze srebra lub srebrzonego tombaku. Odznakę nadawał dowódca pułku za nienaganną służbę w czasie pokoju. |
|         | 9 Pułk Piechoty Legionów 19 września 1928 roku kierownik Ministerstwa Spraw Wojskowych, gen. dyw. Daniel Konarzewski zatwierdził wzór i regulamin odznaki pamiątkowej 9 pp Leg. Odznaka o wymiarach 40x40 mm ma kształt Krzyża Walecznych umieszczonego na promienistym niebieskim tle. Ramiona krzyża pokryte białą emalią, połączone wieńcem laurowym. Na jego ramionach wpisano numer, inicjały i rok powstania pułku 9 P.P.LEG. 1918. W centrum krzyża nałożony jest orzeł wojskowy, na którego tarczy amazonek wpisano literę L. Trzyczęściowa – oficerska, wykonana w tombaku srebrzonym, emaliowana, łączona czterema nitami. Wykonanie: Wincenty Wabia-Wabiński – Warszawa. |
|         | 10 Pułk Piechoty Zatwierdzona Dz. Rozk. MSWojsk. nr 35, poz. 379 z 14 grudnia 1928 roku. Odznaka ma kształt krzyża pokrytego granatową emalią z żółtym obramowaniem. Na skrzyżowaniu ramion znajduje się okrągła tarcza otoczona srebrnym wieńcem laurowym z cyfrą pułkową 10. Między ramionami stylizowana tarcza z nabojami karabinowymi, na której wpisane historyczne daty 1775 1806 1830 1918. Jednoczęściowa – oficerska, srebro lub tombak srebrzony, emaliowana. Wymiary: 42x42 mm. Wykonanie: Wiktor Gontarczyk – Warszawa i Bronisław Szulecki z Warszawy. |
|         | 11 Pułk Piechoty Zatwierdzona Dz. Rozk. MSWojsk. nr 35, poz. 379 z 14 grudnia 1928 roku. Odznaka ma kształt równoramiennego krzyża pokrytego granatową emalią, ze złoconą krawędzią o zaokrąglonych końcach ramion. Na poziomych ramionach krzyża wpisano numer i inicjały 11 PP. Na krzyż nałożony jest srebrny orzeł państwowy wz. 1927 z koroną, szponami i dziobem w kolorze złotym. Dwuczęściowa – oficerska, wykonana w srebrze lub w tombaku srebrzonym i złoconym, emaliowana, orzeł łączony dwoma drutami. Wymiary: 37x37 mm. Wykonanie: Józef Michrowski – Warszawa. |
|         | 12 Pułk Piechoty Zatwierdzona Dz. Rozk. MSWojsk. nr 17, poz. 199 z 20 czerwca 1931 roku. Odznaka ma kształt okrągłej, wypukłej tarczy, na której zarysowany jest krzyż, a na nim sylwetka żołnierza piechoty w pełnym ekwipunku, trzymającego w lewej wzniesionej ręce wieniec laurowy. Obok sylwetki żołnierza numer i inicjały pułku 12 PP. Jednoczęściowa – oficerska, wykonana w srebrze lub w tombaku srebrzonym i oksydowanym, na rewersie numerowana. Wymiary: 34 mm. Wykonanie: Bronisław Grabski – Łódź. |
|         | 13 Pułk Piechoty Zatwierdzona Dz. Rozk. MSWojsk. nr 26, poz. 295 z 2 października 1928 roku. Odznaka ma kształt krzyża kawalerskiego. Ramiona pokryte są granatową emalią z żółtą obwódką i złotymi krawędziami zakończonymi kulkami. Przestrzeń między ramionami wypełniają płomienie. Na krzyż nałożony jest srebrny orzeł państwowy wz. 1927 z granatową tarczą na piersi, na której wpisano numer i inicjały 13 PP. Trzyczęściowa – oficerska, wykonana w srebrze z orłem z alpaki, emaliowana, na rewersie próba srebra i imiennik grawera IK. Wymiary: 41x41 mm. Wykonanie: Jan Knedler – Warszawa. |
|         | 14 Pułk Piechoty Ziemi Kujawskiej Odznaka o wymiarach 41 × 41 mm ma kształt krzyża nawiązującego do formy Krzyża Walecznych. Na ramionach krzyża połączonego wieńcem laurowym wpisano numer, inicjały, rok powstania pułku i ustanowienia odznaki 14 PP 1929. W centrum krzyża umieszczony orzeł państwowy wz.1927. Jednoczęściowa – oficerska, wykonana w srebrze lub w tombaku srebrzonym, podoficerska i żołnierska – w tombaku. Wykonanie: Chaim Rubin – Włocławek. |
|         | 15 Pułk Piechoty „Wilków” Zatwierdzona Dz. Rozk. MSWojsk. nr 12, poz. 159 z 28 czerwca 1932 roku Odznaka ma kształt Krzyża Kawalerskiego. Pośrodku na okrągłej tarczy wpisany numer 15. Ramiona krzyża zakończone kulkami połączone są czterema łbami wilków. Jednoczęściowa – wykonana w srebrze, na rewersie próba srebra i imiennik grawera WG. Wymiary: 41x41 mm. Wykonanie: Wiktor Gontarczyk – Warszawa. |
|         | 16 Pułk Piechoty Ziemi Tarnowskiej Zatwierdzona Dz. Rozk. MSWojsk. nr 27, poz. 322 z 23 sierpnia 1930 roku. Odznaka ma kształt krzyża kawalerskiego, którego ramiona pokryte białą emalią ze złotymi krawędziami. Pośrodku krzyża umieszczona tarcza herbowa Tarnowa z gwiazdą i półksiężycem koloru złotego na tle niebieskiej emalii. Na ramionach krzyża wpisano numer 16 i nazwy pól bitewnych z 1920 r. DAWIDÓW KRASNE MUROWA. Czteroczęściowa – oficerska, wykonana w srebrze. Na rewersie próba srebra, imiennik grawera WG oraz numer. Wymiary: 38x38 mm. Projekt: Jan Małeta Wykonanie: Wiktor Gontarczyk – Warszawa. |
|         | 17 Pułk Piechoty Zatwierdzona Dz. Rozk. MSWojsk. nrt. 29, poz. 285 z 6 września 1929 roku. Odznaka wykonana w formie krzyża, o ostro ściętych ramionach pokrytych białą emalią. Na ramionach krzyża wpisano numer i inicjały oraz rok powstania pułku 17 PP 1918. Środek krzyża wypełnia nałożony srebrny orzeł państwowy wz. 1927. Krzyż jest nałożony na ośmiokątną tarczę w barwach granatowej i żółtej. Od orła do rogów tarczy biegnie pięć płomieni. Dwuczęściowa – oficerska, wykonana w srebrze, na rewersie próba srebra i imiennik grawera WG. Wymiary: 4lx41 mm. Wykonanie: Wiktor Gontarczyk – Warszawa i Bronisław Grabski z Łodzi oraz Jan Knedler z Warszawy. |
|         | 18 Pułk Piechoty Zatwierdzona Dz. Rozk. MSWojsk. nr 9, poz. 87 z 3 kwietnia 1926 roku. Odznaka ma kształt pięcioramiennego krzyża o ramionach pokrytych granatową i żółtą emalią. Między ramionami krzyża umieszczone są srebrne oksydowane orły, wzorowane na orłach stanowiących groty sztandarów. W centrum znajduje się rozeta pokryta czerwoną emalią, na której wpisano wiązany monogram z numerem i inicjałami pułku 18 PP w otoku zielonego wieńca laurowego. Oficerska – dwuczęściowa, wykonana w srebrze, emaliowana, bita z kontrą. Wymiary: 47x47 mm. Projekt: Jan Amirowicz Wykonanie: Józef Michrowski – Warszawa. |
|         | 19 Pułk Piechoty Odsieczy Lwowa Zatwierdzona Dz. Rozk. MSWojsk. nr 36, poz. 394 z 22 grudnia 1928 roku. Odznaka ma kształt owalu utworzonego przez wieniec laurowy. Wewnątrz wieńca znajduje się orzeł państwowy wz. 1927, wsparty na dwu tarczach herbowych – Warszawy i Lwowa. Nad łapami w dwa koła wpisano numer i inicjały 19 PP. U dołu między tarczami herbowymi w owalu wiązany monogram OL. Wolne pola wokół owalu wypełniają trzy ornamenty roślinne. Jednoczęściowa – wykonana w tombaku srebrzonym i oksydowanym. Wymiary: 43x34 mm.Wykonanie: Wiktor Gontarczyk – Warszawa. |
|         | 20 Pułk Piechoty Ziemi Krakowskiej Zatwierdzona Dz. Rozk. MSWojsk. nr 16, poz. 158 z 18 maja 1929 roku. Odznaka ma kształt stylizowanego krzyża o złamanych w lewo ramionach pokrytych granatową emalią ze złoconymi krawędziami. Na ramionach krzyża wpisano numer i inicjały 20 PP ZK. Środek odznaki wypełnia tarcza w kształcie rombu z wizerunkiem kopca Kościuszki, na tle murów fortecznych cyzelowanych w srebrze, ze złoceniami. Oficerska – dwuczęściowa, wykonana w srebrze, złocona. Na rewersie próba srebra 800, imiennik grawera JT oraz numer. Wymiary: 41x32 mm. Wykonanie: Józef Trębacz – Kraków. |
|         | 21 Pułk Piechoty „Dzieci Warszawy” Zatwierdzona przez Ministra Spraw Wojskowych w 1929 roku. Odznaka ma kształt krzyża tzw. palowego o ostro ściętych końcach ramion emaliowanych w kolorze białym. Na ramionach krzyża wpisano numer i inicjały 21 P.P. oraz nałożono na dolnym ramieniu herb Warszawy. W centrum krzyża znajduje się srebrny orzeł jagielloński w otoku srebrnego i oksydowanego wieńca dębowo-laurowego. Czteroczęściowa – oficerska, wykonana w tombaku srebrzonym, emaliowana, na rewersie numerowana. Wymiary: 42x42 mm. Wykonanie: Stanisław Reising – Warszawa. |
|         | 22 Pułk Piechoty Korpus Oficerski postanowił stworzyć pułkową odznakę pamiątkową dla oficerów i szeregowych 22 pp. Odznaka ta została wykonana według projektu prof. Ferdynanda Ruszczyca i przedstawiała podłużny srebrny krzyż nałożony na wieniec z liści laurowych. Na środku krzyża znajdował się orzeł jagielloński, a pod nim dwa (obnażone) złote skrzyżowane (ostrzami do góry) miecze. Na górnym ramieniu krzyża była umieszczona cyfra „22”, na prawym ramieniu pierwsza połowa roku w którym Pułk powstał – „19”, na lewym ramieniu druga część roku – „18”, a na dolnym ramieniu litery „P.P.”. 12 stycznia 1926 r. pułk przyjął nowy wzór odznaki pamiątkowej. Przedstawiała ona krzyż (w barwach orderu Virtuti Militari niebiesko-granatowej w wersji oficerskiej) na który nałożony był złoty wieniec z liści laurowych. Na górze wieńca znajdowała się cyfra „22”, a na jego dole litery „P.P.”. W środku wieńca znajdował się wizerunek sztandaru 22 pp na tle bagnetów. |
|         | 23 Pułk Piechoty im. płk. Leopolda Lisa-Kuli Zatwierdzona Dz. Rozk. MSWojsk. nr 7, poz. 92 z 26 maja 1933 roku. Odznaka ma kształt krzyża maltańskiego pokrytego granatową emalią z żółtym obrzeżem i złotymi krawędziami. W centrum krzyża nałożono podobiznę patrona pułku w otoku wieńca laurowego. Na górnym pionowym ramieniu krzyża widnieje orzeł państwowy wz. 1927 oraz numer 23, na dolnym – herb Włodzimierza Wołyńskiego. Oficerska – dwuczęściowa, wykonana w srebrze, emaliowana. Na rewersie na dolnym ramieniu krzyża próba srebra, imiennik WB i nazwisko grawera W. BUSZEK LWÓW. Wymiary: 40x40 mm. |
|         | 24 Pułk Piechoty Zatwierdzona Dz. Rozk. MSWojsk. nr 13, poz. 144 z 24 kwietnia 1930 roku. Odznaka ma kształt krzyża pokrytego białą emalią, z wciętymi ramionami zakończonymi kulkami. Na środku krzyża na okrągłej emaliowanej tarczy w otoku wieńca laurowego widnieje 1. Na ramionach krzyża wpisano nazwy pól bitewnych i rok powstania pułku LWÓW BEREZYNA ŚLĄSK 1918. Pola między ramionami krzyża wypełniają złote płomienie. Oficerska – dwuczęściowa, wykonana w srebrze, emaliowana, na rewersie próba srebra i inicjały grawera WG. Wymiary: 42x42 mm. Wykonanie: Wiktor Gontarczyk – Warszawa. |
|         | 25 Pułk Piechoty Zatwierdzona Dz. Rozk. MSWojsk. nr 33, poz. 355 z 17 września 1928 roku. Odznaka ma kształt okrągłej oksydowanej tarczy ze srebrnymi promieniami, na którą nałożony jest czteroramienny krzyż pokryty ciemnoszafirową emalią z żółtymi obramowaniami i złotą krawędzią. W centrum odznaki, w otoku wieńca laurowego, znajduje się srebrne godło państwowe wz. 1927 na cynobrowym emaliowanym tle. Na ramionach krzyża wpisano numer, inicjały i datę powstania pułku 25 PP 3.XI.1918. Oficerska – jednoczęściowa, wykonana w srebrze, emaliowana. Wymiary: 38x38 mm. Wykonanie: Wiktor Gontarczyk – Warszawa. |
|         | 26 Pułk Piechoty Zatwierdzona Dz. Rozk. MSWojsk. nr 18, poz. 211 z 14 lipca 1928 roku. Odznaka ma kształt krzyża maltańskiego, którego ramiona emaliowane są w kolorze żółtym z granatową obwódką i złotą krawędzią. Na krzyż nałożona jest okrągła tarcza ze srebrnym herbem Piotrkowa, okolona wieńcem z liści dębowych na którym wpisano numer i inicjały oraz nazwy pól bitewnych 26 PP ZWIAHEL GORBYLEWO TARNÓW KOWEL. Oficerska – jednoczęściowa, wykonana w tombaku, emaliowana. Wymiary: 35x35 mm. Wykonanie: Wiktor Gontarczyk – Warszawa. |
|         | 27 Pułk Piechoty Wzór odznaki pamiątkowej pułku (G. M. 3458 I) oraz regulamin odznaki zatwierdzone zostały rozkazem Ministra Spraw Wojskowych poz. 129 z 1929 (Dziennik Rozkazów Wojskowych Nr 13/29 z 23 kwietnia 1929, str 144). Odznakę pułkową przedstawia krzyż maltański w barwach piechoty, którego ramiona są połączone wieńcem laurowym. W środku na skrzyżowaniu dwóch mieczy znajduje się orzeł biały, trzymający w swych szponach tabliczkę z cyfrą Pułku. Wymiary odznaki 40 × 40 mm. Były dwie odmiany odznaki: oficerska i podoficerska. |
|         | 28 Pułk Strzelców Kaniowskich Odznakę pierwotnie stanowił orzeł trzymający w szponach dwie skrzyżowane szable i tarczę. Na tarczy herb m. Łodzi i inicjały LA 28 L.P.P. Jednoczęściowa – bita z blachy srebrzonej. Wymiary: 39x27 mm. Drugi wzór odznaki zatwierdzono Dz. Rozk. MSWojsk. nr 30, poz. 300 z 16 listopada 1929 roku. Odznakę stanowi krzyż kawalerski, którego ramiona pokryte są białą emalią ze srebrno oksydowanym obramowaniem. Na ramionach krzyża srebrne znaki: herb Łodzi, miniatura odznaki POW, odznaka Oddziału Werbunkowo – Agitacyjnego 4 Dywizji gen. L. Żeligowskiego, nazwy pól bitewnych: BOREJKI AUTA RADZYMIN SOKAL. Środek odznaki stanowi emaliowana w kolorze karminowym tarcza z numerem 28 otoczona wieńcem laurowym. Pola między ramionami krzyża wypełniają dwa skrzyżowane miecze zwrócone ostrzami ku górze. Oficerska – czteroczęściowa, wykonana w srebrze, elementy łączone nitami, emaliowana. Wymiary: 4lx41 mm. Wykonanie: Wiktor Gontarczyk – Warszawa. |
|         | 29 Pułk Strzelców Kaniowskich Zatwierdzona Dz. Rozk. MSWojsk. nr 17, poz. 259 z 29 kwietnia 1924 roku. Odznakę stanowi szeroki wieniec laurowy z przewiązaną szarfą u dołu, na której wpisano datę powstania pułku: 1 – VII 1919. Środek odznaki zajmuje, nałożona emaliowana w kolorze białym, tarcza przedzielona pasem żółto – granatowym. Na białych polach nałożono herb Kalisza oraz miniaturę odznaki pamiątkowej 2 Korpusu. Nad tarczą umieszczony srebrny orzeł wz. 1919. Oficerska – czteroczęściowa, wykonana w tombaku srebrzonym, patynowana i emaliowana. Wymiary: 49x43 mm. Wykonanie: Wiktor Gontarczyk – Warszawa i Zjednoczeni Grawerzy – Warszawa. |
|         | 30 Pułk Strzelców Kaniowskich Zatwierdzona Dz. Rozk. MSWojsk. nr 35, poz. 352 z 27 października 1925 roku. Odznaka ma kształt krzyża z biało emaliowanymi wciętymi ramionami. W centrum na okrągłej tarczy, na czerwonym tle znajduje się miniatura odznaki 2 Korpusu Polskiego na Wschodzie. Na granatowej obwódce tarczy wpisano: 30 PUŁK STRZELCÓW KANIOWSKICH. Między ramionami krzyża rozchodzi się po pięć złotych promieni. Oficerska – dwuczęściowa, wykonana w srebrze, emaliowana, miniatura łączona dwoma nitami. Wymiary: 4lx41 mm. Wykonanie: Wiktor Gontarczyk – Warszawa. |
|         | 31 Pułk Strzelców Kaniowskich Zatwierdzona Dz. Rozk. MSWojsk. nr 25, poz. 258 z 25 lipca 1925 roku. Odznaka ma kształt równoramiennego krzyża pokrytego niebieską emalią z żółtym obramowaniem. W środku krzyża jest nałożona tarcza z inicjałami pułku PSK. Na poziomych ramionach krzyża znajdują się: srebrny herb Kujaw, miniatura odznaki 2 Korpusu. Na pionowych ramionach wpisano numer i rok powstania pułku 31 1918. Między ramionami srebrne orły nawiązujące do orłów jagiellońskich. Oficerska – trzyczęściowa, wykonana w srebrze, emaliowana, herby łączone nitami. Wymiary: 4lx41mm. Wykonanie: Wincenty Wabia-Wabiński – Warszawa. |
|         | 32 Pułk Piechoty Odznaka według wzoru Z 20 listopada 1921 roku nie została zatwierdzona. Posiada kształt krzyża z dłuższym dolnym ramieniem, emaliowanego w kolorze białym z granatowym obramowaniem. Na środek krzyża nałożony jest srebrny orzeł z tarczy herbowej województwa mazowieckiego. Na piersi orła granatowa tarcza z numerem 32. Pionowe ramiona krzyża zdobi ornament barwy złotej w kształcie gałązki z liśćmi dębowymi. Na poziomych ramionach data powstania pułku XI 18. Oficerska – trzyczęściowa, wykonana w tombaku srebrzonym i złoconym, emaliowana. Tarcza z numerem łączona dwoma drutami Na rewersie nazwisko grawera W. W ABIŃSKI.Wymiary: 40x29 mm. |
|         | 33 Pułk Piechoty Zatwierdzona Dz. Rozk. MSWojsk. nr 4, poz. 31 z 12 lutego 1929 roku. Odznaka ma kształt krzyża maltańskiego pokrytego granatową emalią z żółtym obramowaniem. Ramiona krzyża połączone są srebrnym wieńcem laurowym. Na ramionach krzyża wpisano numer i inicjały pułku 33 P.P. J.P. W środku odznaki orzeł wz. 1919. Oficerska – dwuczęściowa, wykonana w srebrze lub w tombaku srebrzonym, emaliowana. Wymiary: 38x38 mm. Wykonanie: Wiktor Gontarczyk – Warszawa. |
|         | 34 Pułk Piechoty Zatwierdzona Dz. Rozk. MSWojsk. nr 4, poz. 39 z 29 lutego 1932 roku. Odznaka ma kształt krzyża o ostro ściętych końcach ramion, pokrytych białą emalią z czarną obwódką. Na środku krzyża nałożona jest sześcioboczna tarcza pokryta amarantową emalią ze srebrnym orłem typu jagiellońskiego. Ramiona krzyża połączone są wieńcem laurowo dębowym, w który wpleciono dwa skrzyżowane miecze. Na ramionach krzyża wpisano numer, daty powstania pułku i ustanowienia odznaki 34 7-12-18 7-12-19. Trzyczęściowa – oficerska, wykonana z tombaku srebrzonym, emaliowana, na rewersie numerowana. Wymiary: 40×40 mm. Wykonanie: Józef Michrowski – Warszawa. |
|         | 35 Pułk Piechoty Zatwierdzona Dz. Rozk. MSWojsk. nr 3, poz. 25 z 31 stycznia 1929 roku. Odznaka ma kształt orła w locie zwróconego w lewo, niosącego w szponach sztandar z numerem 35, udekorowany Orderem Virtuti Militari i broniącego go pochylonym dziobem. Poniżej dwa skrzyżowane miecze. Jednoczęściowa – oficerska, wykonana w tombaku srebrzonym, na rewersie numerowana. Wymiary: 44x43 mm. Wykonanie: Jan Knedler – Warszawa. |
|         | 36 Pułk Piechoty Legii Akademickiej Pierwszy wzór odznaki zatwierdzony został Dz. Rozk. MSWojsk. nr 40 z 5 maja 1920 roku. Odznaka ma kształt pięcioramiennego krzyża, w centrum którego na emaliowanej tarczy umieszczono srebrny orzeł w koronie z opuszczonymi skrzydłami. Na ramionach krzyża wpisano numer i inicjały oraz napisy: 36 P.P. LA 1919 KAMPANIA RUSKA. Dwuczęściowa – wykonana w tombaku srebrzonym, na rewersie numerowana. Wymiary: 34x34 mm. Wykonanie: Stanisław Reising – Warszawa Drugi wzór zatwierdzony został Dz. Rozk. MSWojsk. nr 15, poz. 177 z 22 grudnia 1928 r. Odznaka ma kształt krzyża kawalerskiego którego ramiona są emaliowane na biało ze złotymi krawędziami. Na ramionach nałożone są miniatury herbów warszawskich uczelni: Uniwersytetu, Politechniki, SGGW i WSH. Na okrągłej tarczy okolonej wieńcem laurowym na środku krzyża stylizowany numer i inicjały 36 LA. Oficerska – jednoczęściowa, wykonana w srebrze lub w tombaku srebrzonym, emaliowana. Na rewersie grawerowany numer nadania. Wymiary: 40x40 mm. Wykonanie: Wiktor Gontarczyk – Warszawa. |
|         | 37 Łęczycki Pułk Piechoty Zatwierdzona Dz. Rozk. MSWojsk nr 36, poz. 394 z 22 grudnia 1928 roku. Odznaka ma kształt krzyża Orderu Virtuti Militari, którego ramiona emaliowane są w kolorze granatowym. Na krzyż nałożona jest tarcza herbowa Ziemi Łęczyckiej, na której wpisano inicjały ZŁ. Tarcza zwieńczona jest koroną. Na ramionach krzyża wpisano numer, inicjały i datę powstania pułku 37 PP 3 XI 1918. Dwuczęściowa – oficerska, wykonana w tombaku srebrzonym i złoconym, emaliowana. Wymiary: 43x43 mm. Wykonanie: Paweł Bobkowicz – Łódź, także Bronisław Grabski – Łódź. |
|         | 38 Pułk Piechoty Strzelców Lwowskich Zatwierdzona Dz. Rozk. MSWojsk nr 20, poz. 245 z 4 lipca 1930 roku. Odznaka ma kształt owalu. Środek odznaki stanowi tarcza romboidalna pokryta granatową emalią z żółtym obrzeżem, na której wpisano numer i inicjały 38 P.P S. LW. Tarcza zwieńczona jest dwoma herbami Lwowa i Przemyśla. Herby połączone są wieńcem z liści laurowych. Jednoczęściowa – oficerska, wykonana w srebrze, emaliowana. Na rewersie próba srebra, imiennik WB i nazwisko grawera W. BUSZEK. Wymiary: 41x34 mm. |
|         | 39 Pułk Piechoty Wzór odznaki wraz z regulaminem normował Dziennik Rozkazów MSWojsk. Nr 13 z 23 kwietnia 1929 roku. Ośmioboczna tarcza o wymiarach 40x28 mm otoczona była stylizowanym wieńcem laurowym. Na wieńcu data: 22 XI 1918 – walki w obronie i wyzwolenie Lwowa. W środku wieńca ośmiobok z podwójną krawędzią, na nim numer i inicjały pułku: 39 P.P.S.L. Nad ośmiobokiem herb Jarosławia, pod ośmiobokiem herb Lwowa. Odznaka oficerska była tłoczona w srebrze i częściowo emaliowana. Pole ośmioboku granatowe, jego obwódka – żółta. Kolorystyka ta związana była ściśle z granatowymi mundurami z żółtymi wyłogami piechoty polskiej epoki napoleońskiej i powstania listopadowego. Odznaka żołnierska była tłoczona z mosiądzu, nie była emaliowana. |
|         | 40 Pułk Piechoty Dzieci Lwowskich Zatwierdzona Dz. Rozk. MSWojsk nr 27, poz. 307 z 9 października 1928 roku. Odznaka ma kształt owalnego medalionu o srebrnych brzegach, emaliowanego w kolorze białym. W centrum odznaki nałożony, na granatowo emaliowanej tarczy, herb Lwowa, u dołu miniatura Orderu Virtuti Militari oraz numer i inicjały 40 PP. Trzyczęściowa – oficerska, wykonana w srebrze, emaliowana. Na rewersie próba srebra i imiennik grawera WB, nakrętka sygnowana z numerem. Wymiary: 36x26 mm. Wykonanie: Władysław Buszek – Lwów. |
|         | 41 Suwalski Pułk Piechoty Drugi wzór odznaki wprowadzono po dekoracji pułku Srebrnym Krzyżem Orderu Virtuti Militari. Zatwierdzona została Dz. Rozk. MSWojsk. nr 24, poz. 240 z 7 grudnia 1926 roku. Odznaka ma kształt tarczy pokrytej granatową emalią z żółtym obramowaniem. Na tarczy umieszczony jest srebrny orzeł trzymający rozwiniętą chorągiew z wizerunkiem Krzyża Orderu VM. U dołu numer 41 i gałązki dębowe. Dwuczęściowa – wykonana w srebrze, emaliowana, łączona pięcioma nitami. Na rewersie próba srebra, numer i imiennik grawera IM. Wymiary: 45x30 mm. Projekt: Bronisław Sylwin Kencbok Wykonanie: Józef Michrowski – Warszawa. |
|         | 42 Pułk Piechoty Zatwierdzona Dz. Rozk. MSWojsk. nr 26, poz. 326 z 17 września 1928 roku. Odznaka ma kształt pięcioramiennego krzyża, którego ramiona pokryte są białą emalią. Na środku krzyża na tarczy nałożona miniatura orła (grotu) chorągwi pułkowej z wpisanym na cokole numerem 42. Ramiona krzyża połączone są wieńcem laurowym, a pola między nimi wypełniają tarcze z emblematami i napisami: miniatura odznaki b. Armii Polskiej we Francji, herb Białegostoku, medalion z podobizną głowy kobiecej – symbolem Francji, tarcza z nazwami pól bitewnych STRUGA DUBIENKA MŁAWA 1920 i herb Królestwa Włoskiego. Oficerska – dwuczęściowa, wykonana w tombaku srebrzonym, emaliowana, łączona dwoma nitami. |
|         | 43 Pułk Piechoty Zatwierdzona Dz. Rozk. MSWojsk. nr 35, poz. 379 z 14 grudnia 1928 roku. Odznakę stanowi krzyż o ostro zakończonych ramionach z kulkami. Na każdym ramieniu symbole związane z tradycją pułku: orzeł jagielloński na tle krzyża i wstążki francuskiego orderu Croix de Guerre, herb miasta Paryża, miniatura Orderu Virtuti Militari, herb miasta Dubna na białym tle. Środek odznaki wypełnia tarcza w otoku wieńca laurowego, od którego odchodzą 4 grupy promieni. W centrum tarczy wpisano numer i inicjały 43 PSK. Jednoczęściowa – oficerska, wykonana w srebrze, emaliowana. Na rewersie próba srebra i imiennik grawera WG. Wymiary: 44x44 mm. Wykonanie: Wiktor Gontarczyk – Warszawa. |
|         | 44 Pułk Piechoty Zatwierdzona Dz. Rozk. MSWojsk. nr 17, poz. 202 z 7 czerwca 1930 roku. Odznakę stanowi srebrny krzyż pokryty błękitną emalią. Na ramionach krzyża numer i inicjały dawnego 2 pułku strzelców polskich oraz inicjały i data jego powstania 2 PSP 13 III 1918. Środek odznaki stanowi wygięta w koło srebrna trąbka strzelecka, wewnątrz której wpisano numer 44. Krzyż nałożony jest na romb. Oficerska – dwuczęściowa, wykonana w srebrze, emaliowana, łączona czterema nitami. Wymiary: 4lx31 mm. Wykonanie: Wiktor Gontarczyk – Warszawa. |
|         | 45 Pułk Piechoty Strzelców Kresowych Zatwierdzona Dz. Rozk. MSWojsk. nr 1, poz. 2 z 9 stycznia 1931 roku. Odznaka ma kształt srebrnego krzyża nawiązującego do herbu Wołynia, z ramionami pokrytymi błękitną emalią. Na krzyż nałożono tarczę rycerską z pionową wstęgą o barwach narodowych, na której wpisano numer i inicjały 45 PSK. Z lewej strony miniatura emblematu Towarzystwa Gimnastycznego „Sokół”, z prawej miniatura oznaki rozpoznawczej noszonej przez 3 Pułk Strzelców Polskich we Francji (cyfra 3 nad trąbką strzelecką). Na szczyt tarczy nałożony srebrny orzeł państwowy wz. 1927. Oficerska – trzyczęściowa, wykonana w srebrze, emaliowana, łączona pięcioma nitami. Wymiary: 40x32 mm. Wykonanie: Wiktor Gontarczyk – Warszawa. |
|         | 48 Pułk Piechoty Zatwierdzona Dz. Rozk. MSWojsk. nr 17, poz. 202 z 7 czerwca 1930 roku. Odznaka ma kształt siedmiobocznej tarczy obramowanej barwami żółtymi ze srebrnym wężykiem, osadzonej na pionowo ustawionym srebrnym mieczu. W centrum na czerwono emaliowanym rombie orzeł państwowy oraz data, numer i inicjały: od góry 5 III 1919 PP 48 SK. Oficerska – dwuczęściowa, wykonana w srebrze, emaliowana. Wymiary: 5lx28 mm. Wykonanie: Wiktor Gontarczyk – Warszawa. |
|         | 49 Huculski Pułk Strzelców Zatwierdzona Dz. Rozk. MSWojsk. nr 31, poz. 338 z 8 listopada 1928 roku. Odznaka ma kształt krzyża. Na górnym ramieniu, emaliowanym żłobkowo na czerwono, nałożona miniatura orła wojskowego, na bocznych ramionach pokrytych białą emalią wpisano nazwy pól bitewnych z roku 1920 CHORUPAŃ MŁAWA, na dolnym pokrytym niebiesko biało czerwoną emalią – miniatura odznaki 18 DP. Środek odznaki stanowi okrągła tarcza w otoku wieńca laurowego pokryta granatową emalią, na której wpisano numer 49. Pola między ramionami wypełniają złote promienie. Oficerska – trzyczęściowa, wykonana w srebrze, na rewersie numerowana. Wymiary: 39x39 mm. Wykonanie: Wiktor Gontarczyk – Warszawa. |
|         | 50 Pułk Piechoty Zatwierdzona Dz. Rozk. MSWojsk. nr 16, poz. 158 z 18 maja 1929 roku. Odznaka ma kształt krzyża o zaokrąglonych końcach ramion, pokrytego białą emalią ze złotą krawędzią. Na ramionach krzyża nałożone srebrne godło państwowe wz. 1927, wpisane imię patrona FRANCESCO NULLO, poniżej herb Włoch. Na środku krzyża, na okrągłej tarczy emaliowanej żłobkowo na czerwono wpisany numer 50. Pola między ramionami krzyża wypełniają wiązki po 5 promieni. Oficerska – jednoczęściowa, wykonana w srebrze, emaliowana. Na rewersie próba srebra, imiennik AN i nazwisko grawera NAGALSKI i SKA. Wymiary: 40x40 mm. Projekt: Zdzisław Kuczyński. |
|         | 51 Pułk Piechoty Strzelców Kresowych Głównym motywem odznaki był orzeł trzymający w szponach tarczę na środku której na tle barw włoskich widniała nazwa pułku w kolorze żółtym. Na granatowym otoku było imię i nazwisko patrona oddziału. Odznaka żołnierska: jednoczęściowa, srebrzona, z tombaku, natomiast odznaka oficerska była dwuczęściowa, emaliowana ze złoceniami, z tombaku. 27 maja 1924 roku Minister Spraw Wojskowych, gen. dyw. Władysław Sikorski zatwierdził odznakę pamiątkową 51 pp. 23 kwietnia 1929 roku Minister Spraw Wojskowych, Marszałek Polski Józef Piłsudski zatwierdził regulamin odznaki pamiątkowej 51 pp. |
|         | 52 Pułk Piechoty Strzelców Kresowych Zatwierdzona Dz. Rozk. MSWojsk. nr 35, poz. 347 z 7 listopada 1929 roku. Odznaka ma kształt krzyża kawalerskiego, którego ramiona emaliowane są w kolorze granatowym. Na środku krzyża na czerwonym tle nałożony srebrny orzeł wz. 1927, okolony złotym wieńcem laurowym. Między ramionami krzyża umieszczone są trójzębne proporczyki w barwach francuskich i włoskich, rozmieszczonych po przekątnej. Na ramionach krzyża wpisano numer 52. Oficerska – dwuczęściowa, wykonana w srebrze, emaliowana. Na rewersie próba srebra i imiennik grawera AN. Wymiary: 38x38 mm. Projekt: Józef Stojek. Wykonanie: Adam Nagalski – Warszawa. |
|         | 53 Pułk Piechoty Strzelców Kresowych 15 stycznia 1929 roku Minister Spraw Wojskowych marszałek Polski Józef Piłsudski zatwierdził wzór i regulamin odznaki pamiątkowej 53 pułku piechoty. Odznaka o wymiarach 45 x 45 mm ma kształt prostego krzyża greckiego, srebrnego, emaliowanego na biało z pozłacanymi krawędziami. W środku krzyża na rombie wypełnionym czerwoną żłobkowaną emalią nałożony srebrny orzeł wz. 1927. Krzyż okolony jest szerokim wieńcem laurowym emaliowanym na zielono na którym nałożono miniaturę trąbki strzeleckiej oraz wpisano numer i inicjały pułku „53 PP”. Odznaka oficerska - trzyczęściowa, wykonana w srebrze, emaliowana, na rewersie próba srebra i imiennik grawera „JM” – Józef Michrowski z Warszawy. |
|         | 54 Pułk Piechoty Strzelców Kresowych Zatwierdzona Dz. Rozk. MSWojsk. nr 16, poz. 158 z 18 maja 1929 roku. Odznaka ma kształt krzyża, którego ramiona pokryte są granatową emalią z obramowaniem złoconym. Na środek krzyża nałożony srebrny orzeł wz. 1927. Na ramionach krzyża herb Tarnopola oraz numery i inicjały: 54 P.P.Kr. i uprzedni 12 P.S.P. Ramiona krzyża złączone są oksydowanym wieńcem laurowo-dębowym. Oficerska – dwuczęściowa, wykonana w tombaku srebrzonym, emaliowana. Wymiary: 39x39 mm. Wykonanie: Wiktor Gontarczyk – Warszawa. |
|         | 55 Poznański Pułk Piechoty Odznakę o wymiarach 41x41 mm stanowi srebrny orzeł z szeroko rozpostartymi skrzydłami w złotej koronie, z zerwanymi okowami przymocowanymi do łap, umieszczony na tle oksydowanego wieńca z biało emaliowaną wstęgą z napisem 1919 1 PUŁK STRZELCÓW WIELKOPOLSKICH. Trzyczęściowa – wykonana w srebrze, emaliowana, na rewersie próba srebra i imiennik grawera IK. Projekt: Wincenty Wierzejewski. Wykonanie: Jan Knedler – Warszawa. |
|         | 56 Pułk Piechoty Wielkopolskiej 16 października 1929 roku Minister Spraw Wojskowych marszałek Polski Józef Piłsudski zatwierdził wzór i regulamin odznaki pamiątkowej 56 pp. Odznaka o wymiarach 39x38 mm ma kształt tarczy rycerskiej, zdobionej po brzegach proporczykami wyciętymi w ząb, z numerem i inicjałami pułku „2 PSW” oraz datą bitwy „17.IX.1920”. W centrum nałożony jest wizerunek Krzyża Orderu Virtuti Militari, poniżej wpisany aktualny numer i inicjały „56 PP”. Dwuczęściowa – bita z żelaza czernionego ze srebrzonym krzyżem, łączona dwoma nitami. Wykonawcą odznaki był Wiktor Gontarczyk z Warszawy. |
|         | 57 Pułk Piechoty Wielkopolskiej Pierwszy wzór odznaki (bez zatwierdzenia) opracowano w 1920 roku. Odznakę stanowi orzeł z otwartą koroną siedzący na skrzynce chorągwi trzymający w szponach tablicę z numerem 57 PP WLKP. Poniżej płat materii z napisem WSZYSTKO DLA OJCZYZNY i miniatura Krzyża Orderu Virtuti Militari. Jednoczęściowa – wykonana w tombaku srebrzonym i oksydowanym. Wymiary: 46x31 mm. Wykonanie: Jan Knedler – Warszawa. Drugi wzór odznaki zatwierdzony Dz. Rozk. MSWojsk. nr 39, poz. 565 z 30 września 1924 roku. Odznaka ma kształt krzyża kawalerskiego o ramionach pokrytych emalią białą i czerwoną. Na jego ramionach wpisano dawną nazwę pułku 3 PUŁK STRZ. WLKP. Na środku krzyża nałożona jest tarcza zwieńczona orłem wz. 1919, pokryta czerwoną emalią, na której numer i inicjały 57 P.P. Na obrzeżu tarczy wyryta data powstania pułku 14.11.1919 i napis ZA PRAWO WOLNOŚĆ I OJCZYZNĘ. Tarcza okolona jest skrzyżowanymi srebrnymi gałązkami dębowymi. Między ramionami krzyża pęki srebrnych promieni. Trzyczęściowa – wykonana w srebrze, emaliowana. Na rewersie próba srebra i imiennik grawera IK. Wymiary: 42x42 mm. Projekt: Edward Rudolf Kontny. Wykonanie: Jan Knedler – Warszawa. |
|         | 58 Pułk Piechoty Odznaka o wymiarach 39x39 mm ma kształt krzyża o ostro ściętych końcach ramion, emaliowanego w kolorze białym. Na środku krzyża, w kole, podobizna patrona pułku Bolesława Chrobrego, w otoku złotego wieńca laurowego. Na ramionach krzyża wpisano dawne i aktualne numery i inicjały 4 P.S. WLKP 58 P.P. Przestrzenie między ramionami krzyża pokryte są emalią granatową i żółtą. Jednoczęściowa – oficerska, wykonana w srebrze, emaliowana, żołnierska bita w tombaku i patynowana. Autorem projektu odznaki był por. Marian Liskowiak. Wykonanie: Wiktor Gontarczyk – Warszawa. |
|         | 59 Pułk Piechoty Wielkopolskiej Odznaka o wymiarach 32 × 37 mm, ma kształt tarczy z wizerunkiem orła w koronie z rozwiniętymi skrzydłami. Pod orłem polska flaga i złamany niemiecki słup graniczny, oraz odwrócony do góry nogami i spadający hełm pruski. Z lewej strony napis 59 P.P. WLKP |
|         | 60 Pułk Piechoty Wielkopolskiej 14 kwietnia 1932 roku Minister Spraw Wojskowych zatwierdził wzór i regulamin odznaki pamiątkowej 60 pp. Odznaka o wymiarach 41x33 mm ma kształt tarczy promienistej z wizerunkiem orła państwowego wzór 1927, na którego skrzydłach zostały umieszczone dwie tarcze emaliowane: niebiesko-czerwona z herbem Gostynia i żółto-niebieska z numerem i skrótem nazwy pułku „60 PP WLKP”. Na odwrocie odznaki zostały naniesione daty i nazwy miejscowości: „6 I 1919 GOSTYŃ” (dzień powstania pułku) i „9 V 1920 KIJÓW” (dzień wkroczenia pułku do Kijowa). Wykonawcą odznaki był Adam Nagalski, Pierwsza Krajowa Fabryka Medali w Warszawie przy ulicy Bielańskiej 16. |
|         | 61 Pułk Piechoty Wielkopolskiej Zatwierdzona Dz. Rozk. MSWojsk. nr 28, poz. 417 z 15 lipca 1924 roku. Odznaka ma kształt stylizowanego orła z opuszczonymi skrzydłami, trzymającego w szponach jednej łapy tarczę krzyżacką pokrytą białą i czarną emalią, a w drugiej łapie przyłbicę rycerską. Na łapach orła zerwane łańcuchy (symbol wyzwolenia się spod pruskiego panowania). Nad tarczą wpisano numer i inicjały 61 PP. Jednoczęściowa – wykonana w srebrze, złocona i częściowo emaliowana, na rewersie próba srebra 900. Wymiary: 39x28 mm. Wykonanie: Paul Kinder – Bydgoszcz. |
|         | 62 Bydgoski Pułk Piechoty Zatwierdzona Dz. Rozk. MSWojsk. nr 50, poz. 705 z 30 grudnia 1924 roku. Odznaka ma kształt krzyża maltańskiego pokrytego białą emalią, jako element cnoty, męstwa i ofiarności stanu żołnierskiego złożonego na ołtarzu ojczyzny. W centrum krzyża granatowa tarcza z numerem 62. Dwuczęściowa – wykonana w tombaku srebrzonym i złoconym, emaliowana. Odznaki były wykonywane w dwóch wersjach: oficerskiej (emaliowanej) i żołnierskiej. Wymiary: 49x49 mm. Projekt: Jerzy Zaleski; wykonanie: Wiktor Gontarczyk – Warszawa. Wykonawcą odznaki oficerskiej przekazanej do zbiorów Muzeum Wojska przez Gabinet MSWojsk. w 1925 r. był mistrz złotniczy i rytowniczy Paul Kinder w Bydgoszczy. |
|         | 63 Toruński Pułk Piechoty Zatwierdzona Dz. Rozk. MSWojsk. nr 9, poz. 80 z 18 marca 1929 roku. Odznaka ma kształt miecza z ażurowym napisem przy rękojeści 19 29. Na głowni miecza tarcza pokryta żłobkowaną, czerwoną emalią z nałożonym orłem – herbem dawnego województwa chełmińskiego. Tarcza otoczona jest złotym wieńcem laurowym. Po bokach miecza numer i inicjały 63 PP, pokryte granatową emalią. Oficerska – dwuczęściowa, wykonana w srebrze, emaliowana. Na rewersie próba srebra i imiennik grawera WG. Wymiary: 55x25 mm. Wykonanie: Wiktor Gontarczyk – Warszawa |
|         | 64 Grudziądzki Pułk Piechoty Zatwierdzona Dz. Rozk. MSWojsk. nr 15, poz. 177 z 6 czerwca 1928 roku. Odznaka ma kształt krzyża maltańskiego, którego ramiona pokryte są białą emalią. W centrum nałożony jest czerwony orzeł malborski. Znad prawego skrzydła wznosi się ramię dzierżące miecz – herb dawnego województwa malborskiego. Między ramionami krzyża cztery promienie zakończone kulkami. Oficerska – dwuczęściowa, wykonana w srebrze, złocona i emaliowana. Wymiary: 36x36 mm. Wykonanie: Wiktor Gontarczyk – Warszawa. |
|         | 65 Starogardzki Pułk Piechoty Zatwierdzona Dz. Rozk. MSWojsk. nr 18, poz. 211 z 15 stycznia 1928 roku. Odznaka ma kształt krzyża kawalerskiego, którego ramiona pokryte są granatową emalią ze złoconymi krawędziami. Na środku krzyża okrągła, emaliowana na amarantowo tarcza z nałożonym srebrnym orłem jagiellońskim, otoczona nałożonym złotym wieńcem laurowym. Oficerska – trzyczęściowa, wykonana w srebrze, złocona i emaliowana. Wymiary: 39x39 mm. Wykonanie: Wiktor Gontarczyk – Warszawa. |
|         | 66 Kaszubski Pułk Piechoty Zatwierdzona Dz. Rozk. MSWojsk. nr 31, poz. 319 z 15 września 1925 roku. Odznaka ma kształt ośmiokątnej tarczy z czarnym gryfem kaszubskim na żółtym tle. W otoku granatowym napis NIGDE DO ZGUBE NIE PRZYŃDĄ KASZUBE połączone z czterema powtórzonymi numerami pułkowymi 66 układającymi się w ramiona krzyża, między które wplecione są inicjały JP. Oficerska – dwuczęściowa, wykonana w srebrze, emaliowana. Na rewersie próba srebra i imiennik grawera WG. |
|         | 67 Pułk Piechoty Zatwierdzona Dz. Rozk. MSWojsk. nr 13, poz. 129 z 23 kwietnia 1929 roku. Odznaka ma kształt krzyża maltańskiego, którego ramiona pokryte są granatową emalią z żółtym obrzeżem. W środku tarcza barwy granatowej z numerem 67. Między ramionami krzyża pęki promieni srebrnych, oksydowanych. Jednoczęściowa – oficerska, wykonana w srebrze, emaliowana, na rewersie próba srebra i imiennik grawera WG. Wymiary: 41x41 mm. Wykonanie: Wiktor Gontarczyk – Warszawa. |
|         | 68 Wrzesiński Pułk Piechoty Zatwierdzona Dz. Rozk. MSWojsk. nr 3, poz. 25 z 20 stycznia 1930 roku. Odznaka ma kształt tarczy, pokrytej białą emalią ze złoconymi promieniami. Na tarczy czarny krzyż wielkopolski z nałożonym mieczem. Na mieczu znajduje się okrągła granatowo emaliowana tarcza z numerem 68 w otoku złotego wieńca laurowego. Większy wieniec, pokryty zieloną emalią, łączy trzy ramiona krzyża. Oficerska – dwuczęściowa, wykonana w srebrze, emaliowana. Na rewersie próba srebra, imiennik AN i nazwisko grawera NAGALSKI i SKA |
|         | 69 Pułk Piechoty Zatwierdzona Dz. Rozk. MSWojsk. nr. 23, poz. 260 z 23 sierpnia 1928 roku. Odznaka ma kształt krzyża o ramionach emaliowanych w kolorze granatowym z żółtym obrzeżem. Na ramionach wpisano dawne i obecne numery i inicjały 11 PSW 69 P.P. oraz datę jego powstania 11.XI.1918. W środku krzyża godło wz. 1927 na czerwonym tle w otoku złotego wieńca laurowego. Między ramionami krzyża umieszczono herby miejscowości: Śremu, Rawicza, Jarocina, Koźmina. Oficerska – jednoczęściowa, wykonana w srebrze, emaliowana. Wymiary: 40x40 mm. Wykonanie: Wiktor Gontarczyk – Warszawa |
|         | 70 Pułk Piechoty Zatwierdzona Dz. Rozk. MSWojsk. nr 20, poz. 245 z 4 lipca 1930 roku. Odznaka ma kształt równoramiennego krzyża, biało emaliowanego, z brzegami otoczonymi złotą obwódką. Na środku krzyża okrągła tarcza z orłem wz. 1927 na złotym tle. Na ramionach krzyża numer i inicjały oraz dawna nazwa pułku 70 P.P. 12 P.STRZ. WLKP. Między ramionami krzyża srebrne liście laurowe. Oficerska – jednoczęściowa, wykonana w srebrze, złocona i emaliowana. Wymiary: 39x39 mm. Projekt: Jan Małeta |
|         | 71 Pułk Piechoty Zatwierdzona Dz. Rozk. MSWojsk. nr 23, poz. 260 z 23 sierpnia 1928 roku. Odznaka ma kształt krzyża maltańskiego o ramionach emaliowanych w kolorze białym ze złotymi krawędziami i zakończonymi kulkami. W centrum krzyża tarcza z numerem 71 otoczona granatowo emaliowanym pierścieniem. Na ramionach krzyża wpisano nazwy pól bitewnych z roku 1920 BRODY JASIODŁA MŁAWA SZŁAPAŃ. Między ramionami krzyża tarcze z orłem wz. 1927, miniatura odznaki Armii Polskiej we Francji, herb Królestwa Włoskiego, herb Węgrowa. Od pierścienia między ramionami krzyża rozchodzi się po 7 promieni złotych do wysokości tarczy. Oficerska – jednoczęściowa, wykonana w tombaku srebrzonym i złoconym, emaliowana. Wymiary: 42x42 mm. Wykonanie: Wiktor Gontarczyk – Warszawa. |
|         | 72 Pułk Piechoty Odznaka ma kształt stylizowanej tarczy bojowej podzielonej na osiem segmentów w których wpisano numery i inicjały: 18 DP 1920 6, 21, 145 oraz tarcze herbowe miast: Chivasso, Lure, Łowicz, Radom. Środek odznaki zajmuje nałożona emaliowana tarcza herbowa z numerem i inicjałami 72 PP. Oficerska – jednoczęściowa, wykonana w tombaku srebrzonym, emaliowana. Wymiary: 41x32 mm. Wykonanie: Wiktor Gontarczyk – Warszawa. |
|         | 73 Pułk Piechoty Odznaka o wymiarach 47x33 mm ma kształt orła piastów śląskich z półksiężycem na piersi, trzymającego w szponach numer 73 oparty na tle skrzyżowanych młotkach otoczony jest owalnym wieńcem laurowym. Nad orłem otwarta złota korona królewska, zamyka wieniec u góry. Odznaka oficerska, dwuczęściowa, wykonana w srebrze. Wykonawcą odznaki był Wiktor Gontarczyk z Warszawy. |
|         | 74 Górnośląski Pułk Piechoty Zatwierdzona Dz. Rozk. MSWojsk. nr 29, poz. 285 z 6 września 1929 roku. Odznaka ma kształt zbliżony do Krzyża Walecznych, którego ramiona są emaliowane w kolorze białym z mosiężnym obramowaniem. Na środku krzyża, na okrągłej złotej tarczy czarny orzeł dolnośląski mający na piersi złoty półksiężyc w środku i koniczynki na końcach. Na ramionach krzyża wpisano numer, inicjały i daty najważniejszych bitew 74 P.P. 3.VI.1920 6.VIII.1929. Jednoczęściowa – oficerska, wykonana w srebrze. Wymiary: 41x41 mm. Projekt: Jan Małeta. Wykonanie: Adam Nagaiski – Warszawa. |
|         | 75 Pułk Piechoty Zatwierdzona Dz. Rozk. MSWojsk. nr 20, poz. 197 z 21 czerwca 1929 roku. Odznaka ma kształt sześcioboku uformowanego ze stylizowanego wieńca laurowego, pokrytego zieloną emalią. Na wieniec nałożony jest srebrny orzeł bez korony, ze złotym ryngrafem na piersi. Orzeł wsparty jest na emaliowanej tarczy, na której wpisano numer 75. Tarcza nałożona jest na dwa skrzyżowane miecze o srebrnych klingach i złotych rękojeściach. Dwuczęściowa – oficerska, wykonana w srebrze, złocona i emaliowana. Wymiary: 44x38 mm. Projekt: Władysław Gościński. Wykonanie: Wiktor Gontarczyk – Warszawa. |
|         | 76 Lidzki Pułk Piechoty Pierwszy wzór odznaki zatwierdzony Dz. Rozk. MSWojsk. nr 16, poz. 159 z 18 maja 1929 roku. Wykonana w kształcie krzyża o wydłużonym dolnym ramieniu pokrytego białą emalią z czarną obwódką wokół krzyża. Na górnym ramieniu krzyża napis WILNO, na dolnym data powstania pułku 5 ST. 1919. Na krzyż nałożony jest srebrny stylizowany orzeł typu jagiellońskiego, trzymający w szponach zerwany łańcuch. Oficerska – czteroczęściowa, wykonana w tombaku złoconym i srebrzonym, emaliowana, orzeł łączony czterema drutami. Wymiary: 65x44 mm. Wykonanie: Teodor Filipski – Wilno |
|         | 76 Lidzki Pułk Piechoty Drugi wzór zatwierdzony Dz. Rozk. MSWojsk. nr. 5, poz. 51 z 14 maja 1938 roku. Odznaka ma kształt krzyża o wydłużonym dolnym ramieniu. Na krzyż nałożony jest herb dwupolowy z Orłem i Pogonią, zwieńczony zamkniętą koroną i rokiem 1863. Herb ujęty został w cierniową koronę. Na górnym ramieniu krzyża wpisano DUBICZE, na dolnym inicjały LN i 1919 WILNO. Jednoczęściowa – wykonana w srebrze, bez emalii. Wymiary: 43x31 mm. Wykonanie: Józef Michrowski – Warszawa. |
|         | 77 Pułk Piechoty Odznaka pamiątkowa o wymiarach 41x31,5 mm wykonana w kształcie tarczy bojowej, emaliowanej na czerwono, na którą nałożono trzy herby: u góry Polski i Litwy, u dołu Żmudzi, a także datę powstania pułku „12 XII 1918”. Na tarczę nałożone zostały dwie skrzyżowane szable ze złotymi rękojeściami wystającymi ponad tarczę i złączone łańcuszkiem. Odznaka oficerska bita była w srebrze, czteroczęściowa, złocona i emaliowana, żołnierska była dwuczęściowa, bita w tombaku, srebrzona i patynowana, bez emalii. Wykonawcą odznak był Wiktor Gontarczyk. Zatwierdzona Dz. Rozk. MSWojsk. nr 9, poz. 135 z 28 lutego 1922. |
|         | 78 Pułk Piechoty Odznaka ma kształt wielopromiennej gwiazdy pokrytej białą emalią z krawędziami w kolorze złotym. W środku znajduje się tarcza granatowo emaliowana, na której wpisano numer i inicjały 78 P.P. Tarcza okolona jest wieńcem z liści laurowych w kolorze srebra, związanego złotą kokardą. U góry tarcza zwieńczona jest srebrnym orłem wojskowym ułożonym na dwu skrzyżowanych mieczach ze złotymi rękojeściami. Na poziomych promieniach wpisano datę powstania pułku l0.IV.1920. Oficerska – dwuczęściowa, wykonana w srebrze, złocona i emaliowana. Wykonanie: Wiktor Gontarczyk – Warszawa. |
|         | 79 Pułk Piechoty (II RP) Zatwierdzona w Dzienniku Rozkazów MSWojsk. nr 9, poz. 99 z 17 III 1925. Posiada kształt tarczy rycerskiej, emaliowanej w kolorze granatowym i zwieńczona wizerunkiem stylizowanego orła, okolona wieńcem laurowym, na którym widnieją litery BPS. Litery te oznaczają: B- Białostocki, P -Pułk, S - strzelców, czyli jednostkę z której wywodzi przemianowany późniejszy 79 pp. W wieniec wplecione są także dwa miecze. |
|         | 80 Pułk Piechoty (II RP) 9 kwietnia 1921 roku Minister Spraw Wojskowych zatwierdził odznakę Nowogródzkiego Pułku Strzelców. 13 grudnia 1921 generał porucznik Kazimierz Sosnkowski zezwolił na noszenie odznak pamiątkowych wyłącznie tych, które zostały zatwierdzone przez Ministra Spraw Wojskowych lub Naczelnego Wodza. Wśród tych odznak została wymieniona odznaka pamiątkowa Nowogródzkiego Pułku Strzelców[43].. Odznaka nazywana „Krzyżem 80 PP” o wymiarach 39 x 39 mm ma kształt krzyża maltańskiego. Pokryta jest przeźroczystą emalią barwy czerwonej, a obramowana emalią barwy białej. Na środku krzyża orzeł srebrny na czerwonej emalii, obramowany srebrną obwódką. Odznaka dla oficerów i szeregowych identycznego wzoru, ale ze względu na koszty mogła być wykonana z tańszego materiału dla szeregowych. Wykonanie: Adam Nagalski - Warszawa. |
|         | 81 Pułk Strzelców Grodzieńskich Wzór i regulamin odznaki zatwierdzone zostały przez MSWojsk. w 1928. Odznaka o wymiarach 41 × 26 mm miała formę krzyża otoczonego wieńcem laurowym. Na skrzyżowaniu ramion umieszczono herb Ziemi Grodzieńskiej. Na ramionach krzyża widniał napis „;12 listop. 1918 r. Grodzieński P. Strz.” Odznaka była wykonana z białego metalu lub srebra. Prawo do jej noszenia przysługiwało żołnierzom, którzy przesłużyli w pułku: w czasie działań na froncie przez sześć miesięcy, a w batalionie zapasowym przez okres dwóch lat. W czasie pokoju oficerom i podoficerom zawodowym po dwóch latach służby w pułku, a szeregowym i podoficerom niezawodowym po odbyciu obowiązkowej służby czynnej. Nadawał ją dowódca pułku na wniosek dowódcy kompanii, zatwierdzony przez dowódcę batalionu i zastępcę dowódcy pułku. W wyjątkowych wypadkach nadawano odznakę osobom fizycznym i prawnym za wybitne zasługi dla pułku. Wręczano ją 12 listopada lub w terminie zwolnienia szeregowych do rezerwy. Za okres 10 lat nienagannej służby nadawano oficerom i podoficerom odznakę pamiątkową pułku w złocie. Oryginał (pierwowzór) odznaki pułkowej przechowywany był w pułkowym muzeum. |
|         | 82 Syberyjski Pułk Piechoty Zatwierdzona Dz. Rozk. MSWojsk. nr 17, poz. 198 z 28 czerwca 1928 roku. Odznaka Pułku w kształcie okrągłej tarczy była pokryta ciemnozieloną emalią (nawiązanie do barwy dawnych mundurów strzelców) z cyfrą pułkową dawnego pułku 1 i skrótem nazwy SYB wpisanej w koło z oksydowanego srebra z cyfrą i nazwą aktualną pułku 82 PUŁK PIECHOTY. Odznaka oficerska jednoczęściowa tłoczona była w srebrze i emaliowana, żołnierska też jednoczęściowa, tłoczona w tombaku bez emalii. Wymiary: 38 mm. Projekt: Tadeusz Brąglewicz Wykonanie: Wiktor Gontarczyk – Warszawa. |
|         | 83 Pułk Strzelców Poleskich Zatwierdzona Dz. Rozk. MSWojsk. nr 31, poz. 338 z 8 listopada 1928 roku. Odznaka ma kształt równoramiennego krzyża o ramionach pokrytych zieloną emalią. Na środku umieszczona jest tarcza ze srebrnym godłem wz. 1927, okolona biało emaliowanym kołem z napisem DLA CIEBIE POLSKO i DLA TWOJEJ CHWAŁY. Na ramionach krzyża wpisano: pierwotną nazwę pułku 2 SYB, rok powstania i ustanowienia odznaki 1918 1928 oraz obecny numer i inicjały 83.p.p. Ramiona krzyża złączone są odcinkami koła połączonymi z tarczą środkową złotymi literami S. Jednoczęściowa – oficerska, wykonana w srebrze, emaliowana. Wymiary: 40x40 mm. Wykonanie: Wiktor Gontarczyk – Warszawa. |
|         | 84 Pułk Strzelców Poleskich Zatwierdzona Dz. Rozk. MSWojsk. nr 3, poz. 100 z 23 września 1935 roku. Odznaka ma kształt Krzyża Niepodległości o ramionach emaliowanych na żółto ze wstawkami w formie granatowych naramienników. W środku krzyża znajduje się kwadratowa tarcza emaliowana w kolorze granatowym. Na tarczy i ramionach krzyża wpisano numer i nazwę pułku 84 PUŁK STRZELCÓW POLESKICH. Między ramionami krzyża po siedem pęków promieni i cztery tarcze herbowe na które wpisano: herb Pińska, krajobraz poleski, numery i inicjały 101 PP 84 PP. Dwuczęściowa – oficerska, wykonana w srebrze ze złoceniami i emalią. Na rewersie próba srebra, imiennik grawera WG i numer. Wymiary: 40x40 mm. Wykonanie: Wiktor Gontarczyk – Warszawa. |
|         | 85 Pułk Strzelców Wileńskich Zatwierdzona Dziennym Rozkazem Ministra Spraw Wojskowych nr 3, poz. 43 z 30 stycznia 1923 roku. Odznaka ma kształt stylizowanego orła, trzymającego w szponach nałożony ryngraf emaliowany w kolorze niebieskim. Na tarczy znajduje się wizerunek Matki Boskiej Ostrobramskiej oraz napis NIE DAMY i data powstania pułku 20 12 1918 Dwuczęściowa – oficerska, wykonana w tombaku srebrzonym i oksydowanym, częściowo emaliowana. Wymiary: 50x44 mm. Wykonanie: Teodor Filipski – Wilno. |
|         | 1 Pułk Strzelców Podhalańskich Zatwierdzona w Dzienniku Rozkazów Ministerstwa Spraw Wojskowych nr 23, poz. 285 z 31 lipca 1931 roku. Odznakę stanowi stylizowana swastyka ułożona z góralskich ciupag, na tle dwunastu gałązek jedliny. W środku odznaki na romboidalnej tarczy wpisano numer i inicjały „1 PSP”. Między ciupagami nazwy pól bitewnych: BRZEŚĆ, BIAŁYSTOK, KIJÓW, GRODNO. Trzyczęściowa – wykonana w srebrze. Na rewersie próba srebra i imiennik grawera „AB”. Wymiary: 39x39 mm; wykonanie: Adam Batko – Nowy Sącz. |
|         | 2 Pułk Strzelców Podhalańskich 16 października 1929 Minister Spraw Wojskowych marszałek Polski Józef Piłsudski zatwierdził wzór i regulamin odznaki pamiątkowej 2 pułku strzelców podhalańskich. Odznaka o wymiarach 37x37 mm ma kształt krzyża greckiego o łamanych ramionach (swastyka) z granatową obwódką z okrągłą tarczą emaliowana na biało. Była nadawana zgodnie z zasadami ustalonymi przez Ministerstwo Spraw Wojskowych w 1928 roku. Odznaki oficerskie były tłoczone w srebrze, natomiast żołnierskie w tombaku, srebrzone i patynowane. Każda odznaka była numerowana i była prowadzona ewidencja osób odznaczonych. Większość odznak wykonywała pracownia grawerska Wiktora Gontarczyka działająca w Warszawie. |
|         | 3 Pułk Strzelców Podhalańskich Zatwierdzona w Dzienniku Rozkazów Ministerstwa Spraw Wojskowych nr 2, poz. 11 z 14 stycznia 1928. Odznaka ma kształt okrągłej tarczy obwiedzionej nałożonym złotym wieńcem laurowym. Na emaliowanej w kolorze białym tarczy wyobrażone wschodzące słońce z 38 promieniami. Na słońce nałożony krzyż łamany, na tle gałązki jedliny. Na tarczy wpisano rok powstania pułku, numer i inicjały 1919 3 PSP. Trzyczęściowa – oficerska, wykonana w srebrze, emaliowana, łączona dwoma nitami. Wymiary: 42x40 mm; wykonanie: Wiktor Gontarczyk – Warszawa. |
|         | 4 Pułk Strzelców Podhalańskich Zatwierdzona w Dzienniku Rozkazów Ministerstwa Spraw Wojskowych nr 23, poz. 285 z 31 lipca 1931. Odznaka ma kształt okrągłej, granatowo emaliowanej tarczy otoczonej srebrnym wieńcem laurowo-jedlinowym. Na tarczy znajduje się swastyka emaliowana na biało na którą wpisano numer i inicjały 4 PSP. W środku krzyża godło wz. 1927, na tarczy – słońcu, od której odchodzą pęki promieni. Na rewersie odznaki wpisano nazwy pól bitewnych SZELECHOWO 27 III 1920, WOŁKOWIŃCE, BAR 26 IV 1920, INDURA – 24 IX 1929, OBUCHOWO – 26 IX 1920 oraz datę i miejsce powstania pułku LURE – 26 V 1919. Dwuczęściowa – oficerska, wykonana w srebrze, emaliowana, łączona czterema nitami, na rewersie numerowana. Wymiary: 38 mm; wykonanie: Adam Nagalski – Warszawa. |
|         | 5 Pułk Strzelców Podhalańskich Zatwierdzona w Dzienniku Rozkazów Ministerstwa Spraw Wojskowych nr 13, poz. 129 z 23 kwietnia 1929. Odznaka ma kształt łamanego krzyża o biało emaliowanych trapezowatych ramionach. W centrum okrągła biała tarcza z numerem 5, otoczona kołem z napisem 5 PUŁK STRZELCÓW PODHAL. Między ramionami krzyża stylizowane orły bez korony, nazywane orłami skalnymi. Jednoczęściowa – oficerska, wykonana w srebrze, emaliowana. Wymiary: 38x38 mm. Wykonanie: Wiktor Gontarczyk – Warszawa[45]. |

## Odznaki jednostek PSZ
| Grafika | Opis odznaki |
| ------- | --- |
|         | 1 Dywizja Grenadierów Odznaka o wymiarach 52 x 26 mm wykonana w mosiądzu i białym metalu, srebrzona, lekko oksydowana na kolor starego srebra, jednoczęściowa. Posiada kształt tarczy, na której wsparty jest stylizowany orzeł polski, stanowiący tło krzyża lotaryńskiego, nawiązującego do miejsca powstania jednostki. Na obwodzie tarczy umieszczono napis będący dewizą jednostki: „Bóg-Honor-Ojczyzna”. W dolnej części tarczy „płonący granat” - znak grenadierów, na nim inicjały dywizji „D1G”. Mocowana nakrętką firmową na lewej górnej kieszeni munduru. Autor projektu: ppor. Marian Walentynowicz. Wykonawca: Zakład Kirkwood and Son - Edinburgh. |
|         | Samodzielna Brygada Strzelców Podhalańskich Odznaka zatwierdzona Dz. Rozk. NW i MSWojsk. nr 3, poz. 24 z 20 czerwca 1941. Jednoczęściowa, wykonana w tombaku srebrzonym i oksydowana odznaka ma kształt kolistej 35 mm tarczy, na której umieszczono dwie skrzyżowane szarfy ozdobione na brzegu gałązkami jedliny. Na szarfy nałożone są dwie ciupagi. W centralnej części orzeł państwowy oraz inicjały BSP. Pod orłem znajduje się Order Virtuti Militari, a na obrzeżu tarczy wpisano nazwy trzech miejscowości – ANKENES NARVIK BEISFIORD i rok 1940. Zapinana na agrafkę także z numerem na rewersie.                                                       |
|         | 4 Wołyńska Brygada Piechoty Motyw odznaki nawiązuje do herbu Ziemi Wołyńskiej. Tarczę herbową przecina krzyż. Na środku krzyża tarcza z orłem polskim. Całość obramowana wieńcem z liści dębowych i kłosów pszenicy. Na ramionach krzyża numer i inicjał 4 WBP. Pole tarczy herbowej pokryte białą i czerwoną emalią, krzyż – białą emalią. Tarcza z orłem zamocowana pojedynczym trzpieniem. Odznaka wykonana w kolorowym metalu, srebrzona; wym. 45 × 35 mm. |
|         | 5 Wileńska Brygada Piechoty Odznaka wykonana na motywie krzyża Monte Cassino, na który nałożona jest tarcza herbowa. Tło tarczy pokryte emalią amarantową, na której umieszczono Pogoń litewska w kolorze starego srebra. Górna część tarczy białą emalią z inicjałami 5 WBP. Wymiary odznaki: 44 × 40 mm. |
|         | 6 Lwowska Brygada Piechoty Stylizowany orzeł trzyma w szponach tarczę herbową Lwowa, nad którą znajduje się szyszak husarski. Tarcza przedzielona ukośną linią. Kolory herbowe Lwowa (czerwony i niebieski) zaznaczone graficznie. Na tarczy lew trzymający w przednich łapach znak pancerny, ze zbrojnym ramieniem w środku. Wykonana w białym metalu, oksydowana o wymiarach 50 × 35 mm. Odznaka noszona na górnej, lewej kieszeni munduru, mocowana gładką nakrętka. Autor projektu: por. Michał Siemiradzki. Zatwierdzona: Dziennik Rozkazów Naczelnego Wodza z 3 czerwca 1943.                                                                               |